# 前田兵郎

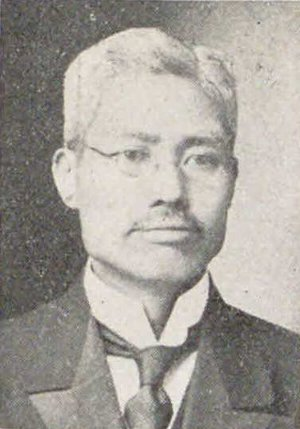
前田兵郎

前田 兵郎（まえだ ひょうろう、1868年9月13日〈明治元年7月27日〉 - 1920年〈大正9年〉7月8日）は日本の政治家、弁護士。衆議院議員。

## 略歴
1868年（明治元年）7月、福島県に生まれる。1890年（明治23年）に和仏法律学校(現・法政大学)邦語法律科を卒業し、弁護士業に従事する。
若松市会議員、同市参事会員、同市学務委員長、同市会議長、福島県会議員、同県参事会員、同県会副議長・議長を経て、1920年（大正9年）に第14回衆議院議員総選挙に出馬し、当選する。また、会津連合教育会長、会津電力取締役などを務めた。
1920年（大正9年）7月8日に死去。